# 京都市中京区の町名

中京区の位置

京都市中京区の町名（きょうとしなかぎょうくのちょうめい）では、京都府京都市中京区内に存在する公称町名を一覧化するとともに、その成立時期・成立過程等について概説する。

## 区の概要
京都市街地のほぼ中央に位置する。東は左京区と東山区、西・南・北はそれぞれ右京区、下京区、上京区に接し、西北のごく一部が北区に接する。令和2年（2020年）9月現在、面積7.41平方キロメートル、推計人口は110,388人。昭和4年（1929年）に上京区・下京区の各一部をもって新設された区である。
区の東には鴨川が流れ、東山区との境をなす。区の中央部北寄りには二条城が広大な面積を占める。区の南東部、四条河原町周辺は市内随一の繁華街で、花街の面影を残す先斗町（ぽんとちょう）、アーケード商店街の寺町京極商店街、新京極商店街、錦市場商店街、京都市役所も区内にある。

## 通り名を用いた住所表示
日本における住所表示は、建物の面している道路名ではなく、建物が所在する町や字（あざ）の名をもって表記されるのが普通であるが、京都の市街地においては明治22年（1889年）の京都府告示第24号によって「通り名」を用いた住所表示が行われている。この告示では住所の記載書式を「京都市何区何通何小路何町上ル下ル又ハ東入西入何町何番戸」と定めている。この方式では、まず、家屋、ビルなどが直接面している通りの名を先に記し、その後に直近で交差する通りの名を「通」部分を省略して付記し、「上ル（上る）」（あがる）、「下ル（下る）」（さがる）、「東入」（ひがしいる）、「西入」（にしいる）等と表記する。
- A通B西入 - 建物はA通（東西方向の道）に面しており、B通（南北方向の道）との交差点から西に入った地点にある。
- C通D上る - 建物はC通（南北方向の道）に面しており、D通（東西方向の道）との交差点から北に入った地点にある。

通常は上記のような通り名のみで住所を表示するが、「A通B西入」等の後に町名・番地を併記する場合もある。たとえば、京都市役所の所在地は「京都市中京区寺町通御池上る上本能寺前町488番地」と表示する。また、旧京都市電の停留所やバス停留所の名前等で交差点名として確立している場合、通りの名前の表記順が逆転する場合もある。たとえば、「烏丸御池東入ル」「千本丸太町西入ル」など。

## 町名の概要

### 町数など
京都市内の町名には「大原来迎院町」のように旧村名、旧大字名に由来する地名（上記例の場合は「大原」）を冠称するものと、「亀屋町」・「菊屋町」のような単独町名とがある。中京区においては、区のほぼ東半分の地域の町名は単独町名であり、西部は市町村合併以前の地名を継承する「聚楽廻」・「西ノ京」・「壬生」を冠称する町名となる。
区内の公称町名の数は、『角川日本地名大辞典 26 京都府』下巻によれば昭和55年（1980年）現在498町である。その後、土地区画整理事業実施に伴う町名町界の変更があり、令和6年（2024年）現在は499町となっている。なお、本項における公称町名一覧と町数の記載は、便宜上『角川日本地名大辞典』を基準とするため、「所管区域条例」の公称町名一覧とは一致しない（#備考を参照）。
京都市においては「住居表示に関する法律」（昭和37年5月10日法律第119号）に基づく住居表示は実施されておらず、市内の公称町名については、「京都市区の所管区域条例」（昭和24年4月1日京都市条例第7号）が根拠となっている。「所管区域条例」に列挙される中京区の町名は『角川日本地名大辞典』のそれとおおむね一致するが、細部には差異がある（「備考」の項を参照）。

### 沿革
近世には、二条通以北を上京、以南を下京と称し、上京には「上京十二組」（上古京十二組）、下京には「下京八組」（下古京八組）という町組（ちょうぐみ）が組織されていた。また、上京にあって「上京十二組」に属しない「禁裏六丁町」、下京にあって「下京八組」に属しない「東本願寺寺内」、「西本願寺寺内」も存在した。町組は近隣の町の連合体、自治組織であり、その起源は判然としないが、室町時代の天文6年（1537年）には存在が確認される。
明治元年（1868年）に京都府が成立すると、同年11月に上京・下京を上大組・下大組と称し、従来の町組は上京一番組〜四十五番組、下京一番組〜四十一番組に解体・再編成されるが（第一次町組改正）、翌明治2年（1869年）1月の第二次町組改正で、上京（上大組）と下京（下大組）の境界を二条通から三条通に変更し、上京第一〜第三十三番組、下京第一〜第三十二番組に再編成された。明治5年（1872年）には「番組」が「区」に改められ、上京第一〜第三十三区、下京第一〜第三十二区となった。上京が33、下京が32に区分される点は変わらないが、旧下京第二十四番組が下京第七区と第十五区に二分され、旧下京第二十二番組と第三十二番組が統合されて下京第十六区になっている。明治12年（1879年）4月10日、郡区町村編制法により京都府に上京区・下京区が設置されると、前述の「区」は、番号はそのままで「組」と改称、上京第一〜第三十三組、下京第一〜第三十二組となる。明治21年（1888年）には上京区・下京区に編入された愛宕郡の旧村の区域に上京区第三十四組及び下京区第三十三組が新設された。明治22年（1889年）4月1日、 市制施行により京都市が発足、上京区・下京区は京都市の区となる。
明治25年（1892年）には「組」を「学区」に改組。旧上京第一〜第三十四組、下京第一〜第三十三組は上京第一〜第二十八学区、下京第一〜第三十二学区に編成された。このうち、上京第十八〜第二十六学区と下京第一〜第六学区が現在の中京区の東半部に相当する。
昭和4年（1929年）4月1日、上京区・下京区の各一部を分区して中京区が新設された。また、学区名に小学校名を付して「梅屋学区」「竹間学区」のように称するようになる。昭和16年（1941年）の国民学校令施行に伴い、昭和17年（1942年）に学区制は廃止された。したがって、これらの学区は現在では正式の行政区域ではないが、「元学区」という形で、地域の通称としては現在も使われている。なお、小学校の統廃合等により、元学区と現在の通学区とは一致していない。
下の表は、上述の変遷をまとめたものである。
中京区の元学区の変遷
| 明治2年（1869年） | 明治5年（1872年） | 明治12年（1879年） | 明治25年（1892年） | 昭和4年（1929年） |
| ----------------- | ----------------- | ------------------ | ------------------ | ----------------- |
| 上京第二十番組    | 上京第二十三区    | 上京第二十三組     | 上京第十八学区     | 梅屋学区          |
| 上京第二十一番組  | 上京第二十四区    | 上京第二十四組     | 上京第十九学区     | 竹間学区          |
| 上京第二十二番組  | 上京第二十五区    | 上京第二十五組     | 上京第二十学区     | 富有学区          |
| 上京第二十三番組  | 上京第二十六区    | 上京第二十六組     | 上京第二十一学区   | 教業学区          |
| 上京第二十四番組  | 上京第二十七区    | 上京第二十七組     | 上京第二十二学区   | 城巽学区          |
| 上京第二十五番組  | 上京第二十八区    | 上京第二十八組     | 上京第二十三学区   | 龍池学区          |
| 上京第二十六番組  | 上京第二十九区    | 上京第二十九組     | 上京第二十四学区   | 初音学区          |
| 上京第二十七番組  | 上京第三十区      | 上京第三十組       | 上京第二十五学区   | 柳池学区          |
| 上京第三十一番組  | 上京第三十一区    | 上京第三十一組     | 上京第二十六学区   | 銅駝学区          |
| 下京第一番組      | 下京第一区        | 下京第一組         | 下京第一学区       | 乾学区            |
| 下京第二番組      | 下京第二区        | 下京第二組         | 下京第二学区       | 本能学区          |
| 下京第三番組      | 下京第三区        | 下京第三組         | 下京第三学区       | 明倫学区          |
| 下京第四番組      | 下京第四区        | 下京第四組         | 下京第四学区       | 日彰学区          |
| 下京第五番組      | 下京第五区        | 下京第五組         | 下京第五学区       | 生祥学区          |
| 下京第六番組      | 下京第六区        | 下京第六組         | 下京第六学区       | 立誠学区          |

区内の東半部の町名は、おおむね近世以来の町界・町名を現代に引き継いでいる。ただし、明治時代の初期に数か町が合併して新たに命名された町、寺院境内地など、従来町名のなかった土地に新たに起立した町名なども一部に存在する。二条城の敷地を町域とする「二条城町」は昭和14年（1939年）11月24日に成立したものだが、他の単独町名は遅くとも明治時代初期には成立している。

## 公称町名の一覧

### 単独町名
五十音順の町名一覧は、外部リンクの京都市通学区町名一覧、郵便番号一覧を参照のこと。
| 元学区 | 公称町名 | 町数 |
| ------ | --- | ---- |
| 梅屋   | 玉植町、花立町、竪大恩寺町、大炊町、弁財天町、二条新町、桝屋町、亀屋町、大黒町、田中町、毘沙門町、薬師町、中之町、下丸屋町、槌屋町、大文字町、橋本町、薬屋町、七町目、八町目、九町目、梅屋町、横鍛冶町、丸太町、相生町、指物屋町、東竹屋町、西竹屋町、泉町、東夷川町、西夷川町       | 31   |
| 竹間   | 坂本町、福屋町、天守町、大津町、楠町、夷町、三本木町、三本木五町目、壺屋町、砂金町、少将井御旅町、真如堂町、大倉町、少将井町、蒔絵屋町、西方寺町、松竹町、北小路町、道場町、鏡屋町、冷泉町、関東屋町、光リ堂町、常真横町、塀之内町、清水町、亀屋町、山中町、東九軒町、西九軒町、巴町 | 31   |
| 富有   | 下御霊前町、久遠院前町、要法寺前町、毘沙門町、松本町、達磨町、舟屋町、笹屋町、布袋屋町、桝屋町、大炊町、鍛冶屋町、四町目、五町目、六町目、橘町、絹屋町、亀屋町、石屋町、昆布屋町、桑原町、鍵屋町、甘露町、魚屋町、菊屋町、和久屋町、丸屋町、木屋町、俵屋町、百足屋町                 | 30   |
| 教業   | 西三坊堀川町、姉西堀川町、上巴町、上八文字町、最上町、三坊猪熊町北組、三坊猪熊町南組、姉猪熊町、織物屋町、大文字町、上一文字町、市之町、三坊大宮町、姉大宮町東側、姉大宮町西側、神泉苑町、瓦師町、池元町、俵屋町、門前町、樽屋町、倉本町、姉西町、二条城町                           | 24   |
| 城巽   | 上松屋町、下松屋町、津軽町、突抜町、二条西洞院町、押西洞院町、三坊西洞院町、姉西洞院町、古城町、下古城町、壷屋町、西堂町、二条油小路町、押油小路町、式阿弥町、宗林町、土橋町、押堀町、三坊堀川町、姉東堀川町、正行寺町、西大黒町、矢幡町、橋之町、石橋町、森ノ木町、宮木町、鍛冶町   | 28   |
| 龍池   | 秋野々町、二条殿町、虎屋町、場之町、金吹町、龍池町、柿本町、蛸薬師町、御池之町、円福寺町、役行者町、上妙覚寺町、下妙覚寺町、長浜町、突抜町、頭町、中之町、神明町、町頭町、東玉屋町、大恩寺町、西横町                                                                                 | 22   |
| 初音   | 杉屋町、扇屋町、丸木材木町、大阪材木町、瓦町、柊町、亀甲屋町、東片町、鍵屋町、高田町、綿屋町、瓦之町、船屋町、笹屋町、曇華院前町、仁王門突抜町、塗師屋町、梅屋町、観音町、松屋町、仁王門町、竹屋町、左京町、西押小路町、御所八幡町、高宮町、仲保利町、木之下町、車屋町               | 29   |
| 柳池   | 妙満寺前町、上本能寺前町、下本能寺前町、天性寺前町、山本町、亀屋町、大文字町、丸屋町、尾張町、上白山町、中白山町、下白山町、俵屋町、守山町、松下町、福長町、等持寺町、虎石町、柳八幡町、油屋町、丁子屋町、晴明町、橘町、御池大東町、東八幡町、姉大東町、菊屋町                       | 27   |
| 銅駝   | 東生洲町、上樵木町、上大阪町、西生洲町、末丸町、鉾田町、大文字町、指物町、清水町、一之船入町、下丸屋町、恵比須町、西革堂町、角倉町、東椹木町、梅之木町、橘柳町、行願寺門前町、藤木町、常盤木町、樋之口町、榎木町                                                                     | 22   |
| 乾     | 下八文字町、岩上町、宮本町、松浦町、三条猪熊町、六角猪熊町、下瓦町、錦猪熊町、下一文字町、上黒門町、下黒門町、藤岡町、三条大宮町、六角大宮町、四坊大宮町、錦大宮町、今新在家東町、今新左家西町、橋西町、御供町、上瓦町、鍛冶屋町、金屋町、畳屋町、因幡町、吉野町、七軒町             | 27   |
| 本能   | 柳水町、池須町、古西町、蟷螂山町、猩々町、元本能寺町、三条油小路町、六角油小路町、山田町、藤本町、藤西町、橋浦町、壷屋町、四坊堀川町、錦堀川町、塩屋町、橋東詰町、本能寺町、越後町、越後突抜町、元本能寺南町、亀屋町、空也町、三文字町                                               | 24   |
| 明倫   | 饅頭屋町、七観音町、手洗水町、笋町、烏帽子屋町、鯉山町、山伏山町、菊水鉾町、了頓図子町、観音堂町、三条町、六角町、百足屋町、小結棚町、炭之座町、御倉町、衣棚町、釜座町、骨屋町、玉蔵町、西六角町、橋弁慶町、姥柳町、不動町、占出山町、天神山町、西錦小路町                           | 27   |
| 日彰   | 槌屋町、井筒屋町、十文字町、瀬戸屋町、道祐町、甲屋町、菊屋町、八百屋町、丸屋町、和久屋町、貝屋町、帯屋町、三文字町、御射山町、元竹田町、阪東屋町、桝屋町、菱屋町、梅忠町、堀之上町、滕屋町、堂之前町、雁金町、泉正寺町、一蓮社町、中魚屋町、西魚屋町、元法然寺町                     | 28   |
| 生祥   | 永楽町、式部町、円福寺前町、東大文字町、海老屋町、伊勢屋町、船屋町、大日町、白壁町、坂井町、梅屋町、桝屋町、朝倉町、骨屋之町、高宮町、西大文字町、弁慶石町、中之町、八百屋町、大黒町、蛸屋町、油屋町、鍛冶屋町、東魚屋町                                                             | 24   |
| 立誠   | 橋下町、若松町、梅之木町、松本町、柏屋町、材木町、下樵木町、鍋屋町、紙屋町、石屋町、大黒町、山崎町、北車屋町、奈良屋町、南車屋町、塩屋町、下大阪町、米屋町、裏寺町、桜之町、松ケ枝町、中筋町、東側町、中之町、中島町、石橋町、備前島町                                               | 27   |

### 旧朱雀野村
中京区の西部は、もとの葛野郡朱雀野村（かどのぐんすじゃくのむら）である。明治22年（1889年）の町村制施行に伴い、葛野郡聚楽廻（じゅらくまわり）、西ノ京村、壬生村が合併して葛野郡朱雀野村となった。朱雀野村は大正7年（1918年）に当時の下京区に編入された。朱雀野村には聚楽廻・西ノ京・壬生（みぶ）の3つの大字があったが、これらは計74の町に編成された。

#### 聚楽廻地区
| 公称町名                                                     | 町数 |
| ------------------------------------------------------------ | ---- |
| 聚楽廻東町、聚楽廻中町、聚楽廻西町、聚楽廻松下町、聚楽廻南町 | 5    |

「聚楽廻」を冠称する町は、もとの朱雀野村大字聚楽廻で、大正7年（1918年）に下京区に編入され、5町に編成された。昭和4年（1929年）の中京区成立とともに同区の町名となった。

#### 西ノ京地区
| 公称町名 | 町数 |
| --- | ---- |
| 西ノ京車坂町、西ノ京左馬寮町、西ノ京右馬寮町、西ノ京両町、西ノ京南両町、西ノ京平町、西ノ京鹿垣町、西ノ京内畑町、西ノ京星池町、西ノ京式部町、西ノ京小堀町、西ノ京永本町、西ノ京北聖町、西ノ京上平町、西ノ京西鹿垣町、西ノ京上合町、西ノ京南上合町、西ノ京原町、西ノ京東中合町、西ノ京西中合町、西ノ京笠殿町、西ノ京冷泉町、西ノ京西月光町、西ノ京銅駝町、西ノ京下合町、西ノ京南原町、西ノ京新建町、西ノ京北小路町、西ノ京樋口町、西ノ京船塚町、西ノ京御輿岡町、西ノ京伯楽町、西ノ京馬代町、西ノ京中保町、西ノ京大炊御門町、西ノ京円町、西ノ京南円町、西ノ京北壷井町、西ノ京南壷井町、西ノ京中御門東町、西ノ京中御門西町、西ノ京藤ノ木町、西ノ京壷ノ内町、西ノ京塚本町、西ノ京月輪町、西ノ京島ノ内町、西ノ京三条坊町、西ノ京春日町、西ノ京小堀池町、西ノ京徳大寺町、西ノ京桑原町、西ノ京北円町、西ノ京西円町、西ノ京南大炊御門町、西ノ京栂尾町、西ノ京東栂尾町、西ノ京職司町、西ノ京池ノ内町、西ノ京勧学院町、西ノ京南聖町、西ノ京小倉町、西ノ京東月光町、西ノ京日扇町 | 63   |

「西ノ京」を冠称する町は、もとの朱雀野村大字西ノ京で、大正7年（1918年）に下京区に編入され、52町に編成された。昭和4年（1929年）の中京区成立とともに同区の町名となった。その後、土地区画整理事業に伴う換地処分に伴い、63町となっている。
- 昭和25年（1950年）成立：西ノ京西鹿垣町、西ノ京上平町、西ノ京北円町、西ノ京西円町、西ノ京南大炊御門町[18]
- 昭和42年（1967年）成立：西ノ京南両町、西ノ京南円町、西ノ京中御門東町、西ノ京中御門西町、西ノ京南上合町、西ノ京北壷井町、西ノ京南壷井町、西ノ京東中合町、西ノ京西中合町[19]
- 昭和42年（1967年）廃止：西ノ京中御門町、西ノ京壷井町、西ノ京中合町[19]
- 昭和45年（1970年）編入：西ノ京宇多小路町→西ノ京徳大寺町に編入[20]
- 平成25年（2013年）成立：西ノ京東栂池町[21][22]

#### 壬生地区
| 公称町名 | 町数 |
| --- | ---- |
| 壬生上大竹町、壬生東大竹町、壬生西大竹町、壬生馬場町、壬生朱雀町、壬生坊城町、壬生御所ノ内町、壬生花井町、壬生賀陽御所町、壬生相合町、壬生松原町、壬生高樋町、壬生辻町、壬生梛ノ宮町、壬生神明町、壬生天池町、壬生森町、壬生中川町、壬生東淵田町、壬生淵田町、壬生森前町、壬生下溝町、壬生仙念町、壬生東土居ノ内町、壬生土居ノ内町、壬生西土居ノ内町、壬生東桧町、壬生西桧町、壬生桧町、壬生東高田町 | 30   |

「壬生」を冠称する町は、大部分がもとの朱雀野村大字壬生、一部が葛野郡西院村大字西院で、ともに大正7年（1918年）に下京区に編入され、22町に編成された。昭和4年（1929年）の中京区成立とともに同区の町名となった。上記22町のうち壬生大竹町・壬生淵田町・壬生土居之内町・壬生檜町・壬生東高田町の5町は西院村西院の一部で、当初は「西院」を冠称していたが、昭和6年（1931年）から「壬生」を冠称している。その後、土地区画整理事業の換地処分に伴い、30町となっている。なお、西院村の残余は昭和6年（1931年）に右京区に編入されている。
- 昭和14年（1939年）成立：壬生仙念町、壬生東土居之内町、壬生西土居之内町、壬生東檜町、壬生西檜町[23]
- 昭和29年（1954年）成立：壬生上大竹町、壬生東大竹町、壬生西大竹町、壬生東淵田町[24]
- 昭和42年（1967年）廃止：壬生大竹町[25][24]

## 特色ある町名

### 区内の同一町名
中京区では、同一の町名が区内の別の場所に複数存在する例が下記の32組ある。たとえば、「下丸屋町」という町は、京都市役所や本能寺の近くの「河原町通御池下ル」にあるほか、そこから約1.4キロメートル離れた二条城の近くの「小川通夷川上ル」にも同じ名の町がある。これらはいわゆる飛地ではなく、起源を異にする別個の町である。この2つの「下丸屋町」には別個の郵便番号が設定されている（他の同一町名についても同様）。
中京区内に同一町名が複数存在するもの
- 油屋町、石橋町、石屋町、梅之木町、大炊町、鍵屋町、笹屋町、三文字町、塩屋町、清水町、下丸屋町、高宮町、橘町、突抜町、槌屋町、毘沙門町、船屋町、松本町、百足屋町、八百屋町、和久屋町（2か所）
- 梅屋町、鍛冶屋町、菊屋町、大黒町、俵屋町、壺屋町、丸屋町（3か所）
- 大文字町、中之町、桝屋町（4か所）
- 亀屋町（5か所）

### その他
- 石屋町（富有学区） - 江戸時代は禁裏六丁町の桑原町六町組に属した。明治45年（1912年）の丸太町通の拡幅で町地の大部分が道路となり、現状は丸太町通沿いのごく狭小な土地を残すのみである。
- 桑原町（富有学区） - 江戸時代は禁裏六丁町の桑原町六町組に属した。石屋町（富有学区）とほぼ同様だが、こちらは京都地方裁判所の敷地となっている一部を除いて町地の大部分が丸太町通で占められている。
- 昆布屋町（富有学区） - 江戸時代は禁裏六丁町の堀之内町五町組に属した。町地の大部分が丸太町通で占められているのは上記2町と同様だが、舟屋町と毘沙門町の間に飛地が存在する。

## 備考
中京区の町名について、いずれを現行公称町名とみなすかについては、参照する資料によって相違がある。ここでは以下の資料間における町名の異同について記す。
- 『角川日本地名大辞典 26 京都府』（略称「角川」）
- 「京都市区の所管区域条例」（昭和24年4月1日京都市条例第7号）（略称「所管区域条例」）
- 「公職選挙法に基づいて行う各種選挙の投票区（中京区）」（昭和42年11月2日中京区選挙管理委員会告示第5号）（略称「選管告示」）

なお、本項解説における町名リストや町数の記載は、混乱を避けるため便宜上『角川日本地名大辞典』を基準とした。
- 西ノ京日扇町 - この町名は「角川」では現行行政地名とされているが、京都市の各区に属する公称町名を列挙した「所管区域条例」には収録されていない。ただし、「選管告示」では、第19投票区に属する町名の1つとして「西ノ京日扇町」がみえる。当該区域は島津製作所の本社・三条工場敷地の一部である。
- 東大文字町、西大文字町（生祥学区） - 「所管区域条例」ではともに「大文字町」と表記されている。
- 京都市立朱雀第三小学校 - 所在地が下京区中堂寺北町（旧葛野郡大内村）で、通学区域（朱雀第三学区）は旧朱雀野村壬生の地域だったが、昭和4年（1929年）に中京区が新設された際、この付近は松原通で中京区と下京区に分区したため、通学区域と学校所在地が異なる事態が続いていた。学校所在地と通学区域の行政区を一致させるため、平成26年（2014年）4月1日に区界町界の変更が行われ、朱雀第三小学校の敷地（8,119m2）が中京区壬生松原町に編入されている[26]。